# 뷜라흐
뷜라흐(Bülach, 알레만어 독일어 발음: [ˈbylɑχ])는 스위스 취리히주의 유서 깊은 도시이자, 자치체이다. 그것은 뷜라흐구의 행정 수도이다. 작은 강 글라트강의 동쪽에 있는 글라트 계곡(독일어: Glattal)에 위치하고 있으며, 하이라인강에서 남쪽으로 약 4km, 취리히 공항에서 북쪽으로 약 6km 떨어져 있다.
뷜라흐의 공식 언어는 스위스 표준 독일어이지만, 주요 사용 언어는 알레만계 스위스 독일어 방언의 현지 변형이다.

## 역사
뷜라흐는 811년에 풀라하(Pulacha)로 처음 언급되었다. 일찍부터 알라만니 지방에 속했다. 그곳에서 발굴된 초기 묘지에 대한 요아힘 베르너의 설명은 1953년에 출판되었다.

## 지리
뷜라흐의 면적은 16.1k㎡이다. 이 지역 중 33.2%는 농업용으로, 39.5%는 삼림, 26.9%는 정착지(건물 또는 도로)이며 나머지(0.4%)는 불모지(강, 빙하 또는 산)이다.
시정촌은 낮은 글라트 계곡 주변에 위치하고 있다. 뷜라흐 마을과 니더플라흐 마을이 계곡에 있다. 마을 주변에는 하임가르텐 암 린스베르크, 에센모젠(1919년 이후 빈켈의 초기 부분) 및 누스바우멘 암 데텐베르크(Nussbaumen am Dettenberg)의 작은 마을이 있다. 바헨뷜라흐의 지자체는 1849년 독립 지자체가 될 때까지 뷜라흐의 일부였다. 뷜라흐는 취리히에서 클로텐을 거쳐 에글리자우까지 이어지는 구도로에 위치해 있다.

## 인구통계
뷜라흐의 인구(2020년 12월 31일 기준)는 21,998명이다. 2007년 기준으로 전체 인구의 22.6%가 외국인이다. 지난 10년 동안 인구는 17.8%의 비율로 증가했다. 2000년 기준, 대부분의 인구는 독일어(83.9%)를 사용하며, 이탈리아어가 두 번째로 많이 사용(4.7%)하고, 세르비아-크로아티아어가 세 번째(2.5%)이다.
2007년 선거에서 가장 인기 있는 정당은 38.3%의 득표율을 기록한 SVP였다. 다음으로 가장 인기 있는 3개 정당은 SPS (17%), CSP (12.5%) 및 FDP (11.2%)였다.
인구의 연령분포(2000년 기준)는 어린이와 청소년(0~19세)이 전체 인구의 23.1%, 성인(20~64세)이 64.8%, 노인(이상 64세)가 12.2%를 차지한다. 뷜라흐에서는 인구의 약 73.2%(25-64세)가 비필수 고등교육 또는 추가 고등교육(대학 또는 응용학문대학)을 완료했다.
뷜라흐의 역사적 인구는 다음 표에 나열되어 있다.
| 년도       | 인구       |
| ---------- | ---------- |
| 중세 말기  | 500년 이하 |
| 16-18세기  | 약 1,000   |
| 1836       | 1,278      |
| 1850       | 1,545      |
| 1900       | 2,175      |
| 1920       | 3,239      |
| 1950       | 4,634      |
| 1970       | 11,043     |
| 2000       | 13,999     |
| 2005       | 14,815     |
| 2006       | 15,571     |
| 2008       | 16,589     |
| 2010       | 17,478     |
| 2012년 1월 | 17,457     |
| 2012년 5월 | 17,667     |

## 볼거리
개혁 교회와 인기 있는 지그리스텐켈러 갤러리는 작은 언덕에 서 있으며, 파르하우스와 오래된 티테 바른(Tithe Barn)을 비롯한 꽤 오래된 건물로 둘러싸여 있다. 교회 이름은 마을의 문장이 헌정된 성 라우렌시오의 이름을 따서 지어졌다. 성 라우렌시오는 교황 식스토 2세의 부제였으며, 258년에 화재로 사형 선고를 받았을 때 순교자가 되었다. 교회는 시청과 잘 어울리는 유닛을 형성하고 있으며, 그 위로 74m 높이의 탑이 있다. 또한 매월 첫 번째 토요일 오후 6시에는 탑 꼭대기에서 30분 동안 트럼펫 연주자가 있다.
오스트리아의 공작 레오폴트 3세(합스부르크)는 1384년에 뷔라흐에게 자체 관할권과 자체 시장을 보유할 권리를 포함하는 도시 허가를 부여했다.

## 경제와 교통
이 도시에서 가장 중요한 기관 중 하나이자 가장 큰 고용주(직원 700명 이상)는 200개의 병상 이 있는 지역 병원 슈피탈 뷜라흐이다. 다른 중요한 고용주로는 전통적인 유리생산자 베트로팍(Vetropack), 토목 엔지니어링 회사 마가베(Mageba)와 취리허 운터란터(Zürcher Unterländer) 신문이 있다.
뷜라흐의 실업률은 3.07%이다. 2005년 현재 1차 경제 부문에 130명이 고용되어 있으며, 이 부문에 약 36개 기업이 참여하고 있다. 1893명이 2차 부문에 고용되어 있고, 이 부문에 133개의 기업이 있다. 5596명이 3차 부문에 고용되어 있으며, 이 부문에는 607개의 기업이 있다.
뷜라흐역은 S41 및 S5 라인에 있는 취리히 S-반의 노드이다. 기차역은 취리히 중앙역에서 24분(S5) 거리에 있다.
취리히 공항에서 530번으로 25분이 소요되는 직행버스도 있다.

## 교육
초등학교에는 뵈스비슬리 학교, 슈바르츠그루엡 학교, 린덴호프 학교, 및 호흐푸리 학교가 있다. Schuleinheit Schwerzgrueb,
중학교에는 힌터비르히 학교와 메트멘리트 학교가 있다.
주립학교 취리히 운터란트(KZU, Kantonsschule Zürcher Unterland)는 뷜라흐에 있다.